# Zug (Achterbahn)

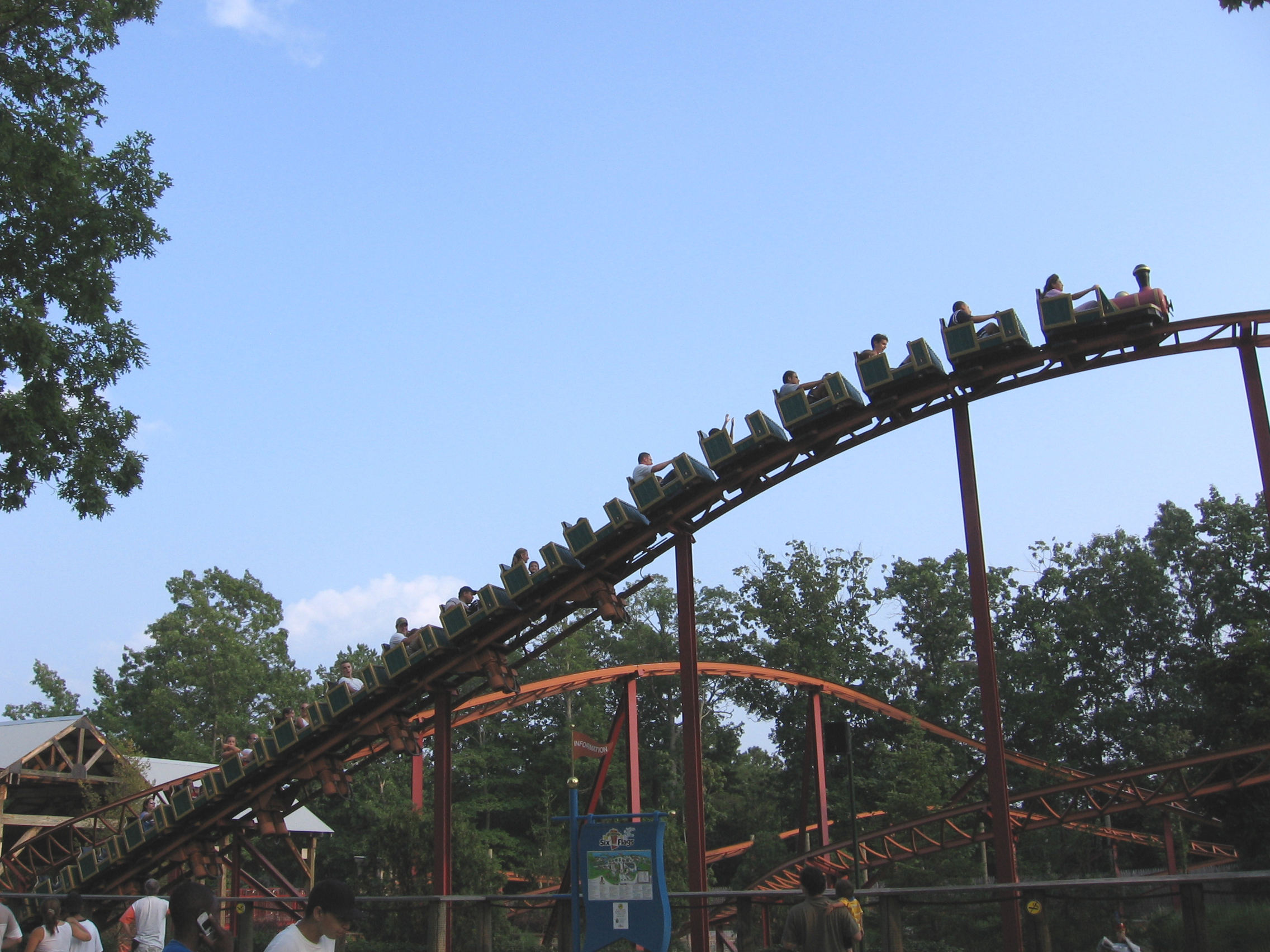
Blackbeard's Lost Treasure Train in Six Flags Great Adventure hat einen Zug, der aus 20 einzelnen Wagen besteht

Ein Achterbahnzug, Gliederzug oder auch einfach nur Zug ist ein Fahrzeug, das aus zwei oder mehr Wagen besteht, die durch spezielle Gelenke verbunden sind und die Passagiere einer Achterbahn transportieren.
Es wird Zug genannt, weil die Waggons aufeinander folgen, dasselbe Prinzip wie bei einem Eisenbahnzug. Die einzelnen Wagen können je nach Konstruktion meistens jeweils zwischen zwei und 16 Personen befördern.
Viele Achterbahnen beinhalten mehr als einen Zug, manchmal sogar mehrere gleichzeitig. Normalerweise betreiben sie zwei Züge gleichzeitig, wobei ein Zug be- und entladen wird, während der andere Zug die Strecke fährt, wodurch die Kapazität der Achterbahn steigt.

## Sicherheitsvorkehrungen

### Räder

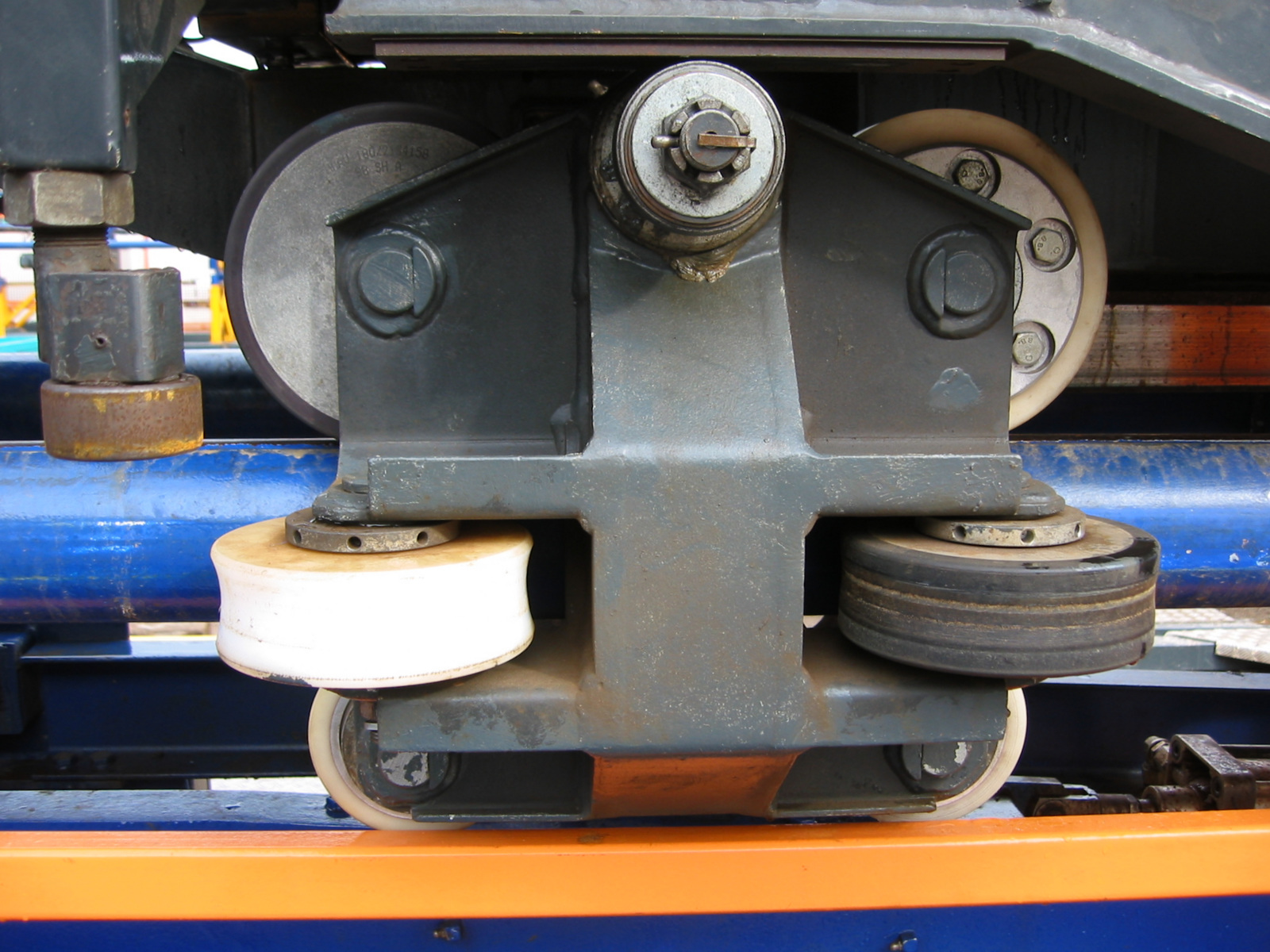
Räder eines Achterbahnzugs

Achterbahnzüge haben Räder, die seitlich (Seitenreibungs- oder Führungsräder) und unterhalb der Schienen (Auf-, Unterfrier- oder Feststellräder) sowie darüber (Straßen- oder Laufräder) laufen; Diese fixieren den Zug an den Schienen und verhindern, dass er aus dem Gleis springt. Die Seitenräder können je nach Hersteller außen oder innen am Zug montiert werden (obwohl außen montierte Räder häufiger vorkommen).

### Rückhaltesysteme

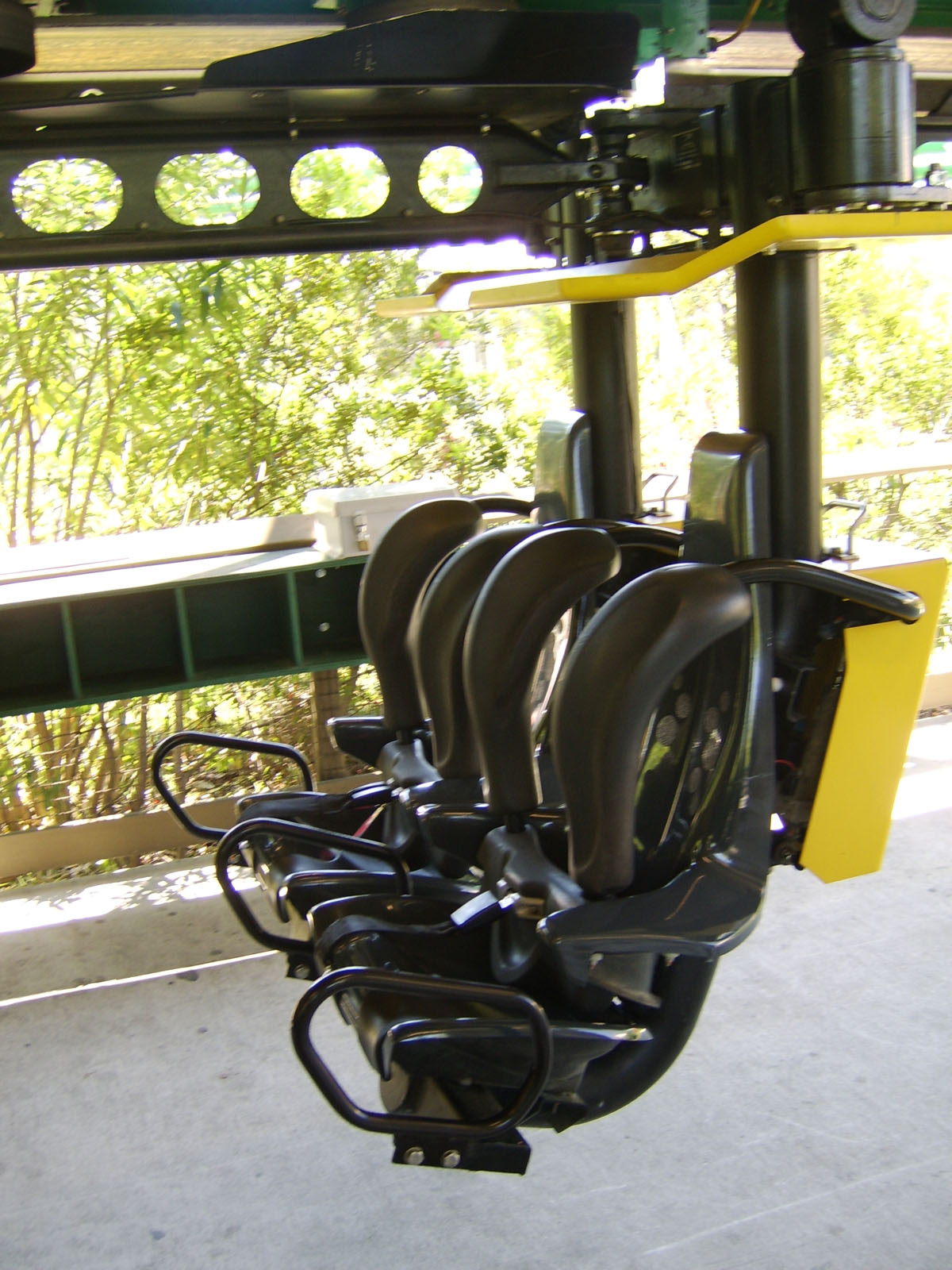
Inverted-Coaster-Wagen mit Schulterbügeln

Achterbahnzüge haben auch Rückhaltesysteme, die die Fahrgäste in ihren Sitzen halten. Es gibt zwei Hauptarten von Schutzbügeln: Schoßbügel und Bügel, die über die Schulter gehen (die meisten modernen Über-der-Schulter-Rückhaltesysteme kommen mit dem Fahrer auf dem Schoß in Kontakt; ältere sogenannte „Pferdehalsbänder“ halten den Fahrer jedoch tatsächlich nur an den Schultern fest). Rückhaltesysteme verwenden sicherheitshalber meistens zwei Verriegelungsmechanismen, einen auf jeder Seite. Wenn einer versagt, bleibt die Rückhaltevorrichtung verriegelt. Einige Achterbahnen haben auch Sicherheitsgurte, diese sind jedoch meist kosmetisch, da der Rückhaltegurt vom Fahrgast selber gelöst werden kann.
Schoßbügel wurden erstmals 1907 mit dem Coney Island Coaster Drop the Dip verwendet. Schoßbügelrückhaltesysteme bestehen aus einer gepolsterten Stange, die am Boden oder an der Seite des Zuges montiert wird und nach hinten über den Schoß des Passagiers geht. Diese Beschränkungen werden normalerweise auf Achterbahnen gefunden, die keine Inversionen aufweisen. Einige Inverted Coaster, insbesondere die von Schwarzkopf, funktionieren sicher ohne Schulterstützen. In der Vergangenheit konnten Inverted Coaster mit Schoßstangen nur vertikale Schleifen ausführen, da die höhere Zentripetalkraft (und die geringe seitliche Kraft), die beim Überqueren einer einfachen Klothoidenschleife (einer Art vertikal gestrecktem Kreislooping) ausgeübt wird, dazu beiträgt, die Passagiere sicher im Zug zu halten. Mit modernen Fortschritten in der Technik können jedoch mehr Achterbahnen mit komplizierten Inversionen ohne Rückhaltevorrichtungen über die Schulter fahren. Beispielsweise funktionieren die meisten von Premier Rides mit einem induktiven Linearmotor gestarteten Achterbahnen (von denen die überwiegende Mehrheit mehrere Inversionselemente hat) nur mit Schoßstangen. Schoßbügelrückhaltesysteme geben dem Fahrer mehr Bewegungsfreiheit als Über-der-Schulter-Rückhaltesysteme und verstärken teilweise das Gefühl der Gefahr für einige.
Die gebräuchlichste Art von Über-die-Schulter-Rückhaltesystemen besteht aus einer ungefähr U-förmigen gepolsterten Stange, die an der Oberseite jedes Sitzes angebracht ist und nach unten geht. Sie ist normalerweise bei Achterbahnen mit Inversionen anzutreffen. Darüber hinaus haben fast alle Inverted und Floorless Coaster diese Art von Rückhaltesystem, da es schwierig ist, eine Schoßbügelrückhaltevorrichtung für solche Zwecke zu montieren. Ein Nachteil von Über-der-Schulter-Rückhaltesystemen besteht darin, dass sie dem Fahrer Unbehagen bereiten können (bei Achterbahn-Enthusiasten als „Headbanging“ bekannt), insbesondere auf schnelleren Achterbahnen. Bei einigen Fahrgeschäften, wie zum Beispiel Maverick in Cedar Point, müssen die Gäste vor der Fahrt die Ohrringe entfernen – die Mitnahme sämtlicher anderer loser Gegenstände ist in Achterbahnen aus Sicherheitsgründen häufig allgemein untersagt.
Es gibt jedoch einige in Betrieb befindliche Achterbahnen, die keines der beiden Rückhaltesysteme haben. Rollo Coaster in Idlewild and Soakzone ist ein Beispiel dafür. Bis Anfang 2006 fuhr auch Nickelodeon Streak am Blackpool Pleasure Beach in Blackpool, England ohne Sicherheitsbügel, bis die Bahn mit Sicherheitsgurten ausgestattet wurde. Der Originalzug ist noch auf dem Umsteigegleis in der Station abgestellt.

## Anbauten
Neben den Teilen, die für die Fahrt mit dem Achterbahnzug notwendig sind (Fahrwerk, Rückhaltesysteme etc.), werden an Achterbahnzügen zunehmend auch weitere Komponenten angebaut. So verfügen manche Achterbahnzüge über Onboard-Soundsysteme, die während der Fahrt entsprechende Geräusche oder Musik abspielen. Dabei können die zugehörigen Lautsprecher in den Sitzen integriert oder vor den Fahrgästen am Chassis angebracht sein. Die Roller Coaster DataBase listet 63 Achterbahnen mit Onboard-Sound. Bei der Achterbahn Hollywood Rip, Ride, Rockit in den Universal Studios Florida ist zusätzlich an jedem Bügel ein kleiner Touchscreen montiert, über den die Fahrgäste vor der Fahrt das Lied auswählen können, das an ihrem Sitz dann während der Fahrt gespielt wird.
Ebenso findet man bei manchen Achterbahnzügen eine Zugbeleuchtung. Diese kommt vor allem bei dunkleren Tageszeiten zum Einsatz und soll vor allem die dynamische Bewegung des Zuges in Szene setzen.
Es gibt auch Achterbahnzüge, bei denen vor einzelnen oder allen Sitzreihen kleine Videokameras montiert sind, die die Fahrgäste während der Fahrt filmen. Die Fahrgäste können dann nach der Fahrt den Film käuflich erwerben. Dies ist z. B. bei der Achterbahn Blue Fire Megacoaster im Europa-Park der Fall.

## Sonderform Hamsterrad
Eine Sonderform eines Achterbahnwagens stellt die Variante Hamsterrad dar. Diese vom italienischen Achterbahnhersteller SBF Visa Group erstmals im Jahre 2020 hergestellte Variante bietet die Besonderheit, dass der Wagen auf dem Zug wie ein Hamsterrad aufgehängt ist. Innerhalb dieses Hamsterrads gibt es zwei gegenüber befindliche Sitze. Während der Fahrt kann dieses Hamsterrad frei um die horizontale Achse rotieren, sich somit also auch überschlagen. Bisher findet diese Variante auf den Familien-Spinning-Coaster des Herstellers neben den klassischen Spinning-Wagen Anwendung. Die Roller Coaster DataBase listet zurzeit 16 in Betrieb befindliche Achterbahnen weltweit mit Hamsterradwagen. Beispiele sind GraviTrax im Ravensburger Spieleland und Strohnado im Rasti-Land.